# ایوریق
ایوریق روستایی است که در استان اردبیل، شهرستان اردبیل، بخش هیر، دهستان فولادلوی شمالی در فاصله ٢٠ کیلومتری شهر اردبيل قرار دارد.
و به جهت داشتن باغ های زیبا، چمن طبیعی ورزشی، رودخانه و امام زاده و اهالی با فرهنگ و قرآنی در منطقه کم نظیر است.

## جمعیّت
بر اساس سرشماری سال ۱۳۸۵ جمعیّت این روستا ۱۴۶۳ نفر با ۳۰۹ خانوار بوده‌است.